# إجراءات المحكمة العليا للولايات المتحدة
تُعد المحكمة العليا للولايات المتحدة (بالإنجليزية: The Supreme Court of the United States)‏ أعلى محكمة في القضاء الاتحادي في الولايات المتحدة. تخضع إجراءات المحكمة العليا في الولايات المتحدة للدستور الأمريكي إلى جانب القوانين الفيدرالية المختلفة والقواعد الداخلية للمحكمة بحدّ ذاتها. منذ عام 1869، كانت المحكمة تتألف من رئيس واحد وثمانية قضاة معاونين. يتم تعيين القضاة من قِبَل الرئيس، وبمشورة وموافقة (تأكيد) مجلس الشيوخ الأمريكي، الذي يُعينه الرئيس للمحكمة. بمجرد تعيين القضاة، تكون مدة ولايتهم طويلة ما لم يستقيلوا أو يتقاعدوا أو يُبعدوا من مناصبهم.
بموجب المادة الثالثة، القسم الأول من الدستور لعام 1789، يحق للمحكمة العليا ولاية قضائية أصلية على مجموعة صغيرة من القضايا، مثل الدعاوى بين دولتين أو أكثر، والقضايا التي تضم سفراء الدول. تنظر المحكمة، كنتيجة لاختصاص استئنافي نهائي، في جميع قضايا المحاكم الاتحادية ومحاكم الولايات التي تنطوي على مبدأ معين منقانون الولايات المتحدة. تتمثل معظم القضايا التي تنظر فيها المحكمة العليا في دعاوى استئناف من محاكم أدنى درجة منها. وعلاوةً على ذلك، فإن للمحكمة سلطة المراجعة القضائية، والقدرة على إبطال قانون لانتهاك حكم من أحكام الدستور أو قانون تنفيذي لكونه غير شرعي. غير أنه لا يجوز لها أن تتصرف إلا في سياق قضية في مجال من مجالات القانون تكون لها ولاية قضائية عليه. ويجوز للمحكمة أيضًا أن تنظر في القضايا ذات الطابع السياسي، لكنها لا تملك سلطة البت في المسائل السياسية التي لا يمكن الاحتجاج بها أمام القضاء.

## سلطة المحكمة للنظر في القضايا

### الاستئناف القضائي
في جميع القضايا التي تنظر فيها المحكمة العليا تقريبًا، تمارس المحكمة اختصاص الاستئناف القضائي الذي تمنحه بموجب المادة الثالثة من دستور الولايات. إذ تسمح هذه السلطة للمحكمة بتأكيد أو إجراء تعديل أو إلغاء القرارات الصادرة عن محاكم أقل درجة منها. وقد تغيرت إجراءات رفع القضايا إلى المحكمة العليا تغيرًا كبيرًا مع مرور الوقت. واليوم، تعرض القضايا على المحكمة العليا بإحدى الطرق العديدة، إذ تمثل الحالتين الأولى والثانية في الغالبية العظمى من القضايا التي يتم البتّ فيها:
- بناء على طلب للحصول على أمر قضائي، مقدم من طرف في قضية بتت فيها إحدى محاكم الاستئناف في الولايات المتحدة أو من محكمة الاستئناف في الولايات المتحدة لصالح القوات المسلحة.
- من خلال التماس إصدار أمر قضائي فيما يتعلق بقرار من إحدى المحاكم الإقليمية أو محاكم الولايات، بعد استنفاد جميع الطعون التي تقدمها الولايات، إذ تكون هناك مسألة تتعلق بالقانون الدستوري أو التشريعي الاتحادي في قيد البحث. وعادةً ما تصدر هذه الأوامر إلى المحكمة العليا للولاية (بما في ذلك المحاكم العليا في مقاطعة كولومبيا، وبورتوريكو، وجزر فيرجن الأميركية، وغوام، وجزر ماريانا الشمالية، وساموا الأميركية)، ولكن يتم إصدارها في بعض الأحيان إلى محكمة الاستئناف الوسيطة في الولاية في القضايا التي رفضت فيها المحكمة العليا في الولاية إصدار حكم قضائي أو إعادة نظر وبالتالي رفضت الاستماع إلى الاستئناف.
- بناء على طلب للحصول على شهادة قبل صدور الحكم، يسمح للمحكمة بالإسراع في النظر في قضية معروضة على محكمة استئناف في الولايات المتحدة، وذلك بقبول الدعوى لإعادة النظر فيها أمام محكمة الاستئناف. بيد أن القاعدة 11 للمحكمة العليا تنص على أنه يجوز للمحكمة أن تنظر في قضية أمام محكمة أدنى «فقط في حال تبين أن القضية ذات أهمية عامة حتمية لتبرير الانحراف عن ممارسة الاستئناف العادية وأن تتطلب البت في هذه المحكمة بشكل فوري».
- من خلال الاستئناف من قرارات معينة صادرة عن محاكم الولايات المتحدة في بعض الحالات التي تتضمن إعادة تقسيم الدوائر التشريعية في الكونغرس أو الولايات، أو عندما يكون ذلك مرخصًا أو شرعيًا على وجه التحديد في قانون معين.
- من خلال سؤال أو اقتراح قانوني مصدق عليه من إحدى محاكم الاستئناف في الولايات المتحدة، فإن هذا يعني أن محكمة الاستئناف تطلب من المحكمة العليا أن تصدر إليها تعليماتها بشأن كيفية البت في القضية. وقد كان هذا الإجراء شائعًا جدًا في الماضي لكنه نادرًا ما يتم الاحتجاج به الآن؛ وكانت آخر شهادة تم قبولها للمراجعة في عام 1981.
- من خلال التماس «أمر استثنائي» مثل «مانداموس» أو الحظر أو الإحضار أمام المحكمة. ونادرًا ما تصدر المحكمة العليا هذه الدعاوى رغم أنها أكثر تكرارًا من المحاكم الدنيا.

### الاختصاص الأصلي
يجوز للمحكمة العليا في الدرجة الأولى النظر في بعض القضايا التي لم تنظر فيها محكمة أدنى في إطار ما يسمى بالولاية الأصلية. تُستمد سلطة المحكمة العليا في هذا الصدد من المادة الثالثة من الدستور التي تنص على أن للمحكمة العليا اختصاص أصلي «في جميع الحالات التي تمس السفراء وغيرهم من الوزراء والقنصليين، وتلك التي تكون فيها الدولة طرفًا». الولاية القضائية الأصلية للمحكمة مبينة في المادة 1251 من الدستور الأمريكي رقم 28. وينص هذا النظام الاساسي كذلك على أن المحكمة العليا، في حالة المنازعات بين دولتين أو أكثر، تتمتع باختصاص أصلي وحصري على حد سواء، ولا يجوز لأي محكمة أدنى أن تنظر في هذه القضايا في حين أن للمحاكم الاتحادية الدنيا اختصاص قضائي مشترك في قضايا أخرى، مثل تلك الحالات التي يكون فيها طرف واحد فقط، وعادة ما تنظر تلك المحاكم في هذه الحالات بشكل أولي.
يُعتبر عدد القضايا الأصلية التي تنظر فيها المحكمة قليلًا؛ وعادة ما ينظر في قضية واحدة أو اثنتين فقط من هذه القضايا بين الفينة والأخرى. ولأن المحكمة العليا المؤلفة من تسعة أعضاء غير مؤهلة بشكل جيد للنظر في الدعاوى أو المحاكمات التمهيدية، فإن قضايا الاختصاص القضائي الأصلية التي تقبلها المحكمة تحال عادة إلى محام مؤهل بشكل قانوني أو قاض من المحكمة الدنيا للعمل كرئيس خاص، بهدف تسيير الإجراءات وتقديم التوصيات إلى المحكمة. ثم تنظر المحكمة فيما إذا كانت تقبل تقرير الرئيس الخاص أو ما إذا كانت ستبقي على أية استثناءات تقدم بالتقرير.
وعلى الرغم من أن محاكمات المحلفين ممكنة من الناحية النظرية في قضايا الاختصاص القضائي الأصلية للمحكمة، إلا أنه لم يكن هناك محاكمة منذ قضية جورجيا ضد برايلسفورد عام 1794. في عام 1950، في قضية الولايات المتحدة ضد لويزيانا، انتقلت ولاية لويزيانا إلى محاكمة هيئة محلفين، لكن المحكمة قد نفت هذا الطلب، وحكمت بأن الدعوى كانت مجرد دعوى عدالة وليست دعوى قضائية بموجب القانون، وبالتالي فإن ضمان التعديل السابع لمحاكمة المحلفين لم يُطبق. بيد أنه إذا عرضت على المحكمة مسألة تنطوي على إجراء قانوني، فمن المحتمل إحالة هيئة المحلفين والنظر في القضية من جانب قضاة المحكمة.